# Communauté de communes Beaujolais-Saône-Pierres-Dorées
La communauté de communes Beaujolais-Saône-Pierres-Dorées est une ancienne communauté de communes française, située dans le département du Rhône en région Rhône-Alpes, qui existe de 1995 à 2013.

## Historique
Elle est créée par l'arrêté préfectoral du 27 juillet 1995.
Le 1er janvier 2014, elle fusionne (sauf Liergues qui rejoint la CAVBS) avec les communautés de communes des Monts d'Or Azergues (sauf Quincieux qui rejoindra le Grand Lyon en juin 2014), des Pays du Bois d'Oingt (sauf Jarnioux et Ville-sur-Jarnioux qui rejoignent la CAVBS) et Beaujolais Val d'Azergues pour former la communauté de communes Beaujolais-Pierres Dorées.

## Communes
| Nom               | Code Insee | Gentilé       | Superficie (km2) | Population (dernière pop. légale) | Densité (hab./km2) |
| ----------------- | ---------- | ------------- | ---------------- | --------------------------------- | ------------------ |
| Anse (siège)      | 69009      | Ansois        | 15,23            | 6 756 (2014)                      | 444                |
| Alix              | 69004      | Alixois       | 3,61             | 743 (2014)                        | 206                |
| Ambérieux         | 69005      | Ambarrois     | 4,55             | 564 (2014)                        | 124                |
| Charnay           | 69047      | Charnaysiens  | 7,06             | 1 072 (2014)                      | 152                |
| Chazay-d'Azergues | 69052      | Chazéens      | 5,94             | 4 071 (2014)                      | 685                |
| Lachassagne       | 69106      | Arlequins     | 3,53             | 1 031 (2014)                      | 292                |
| Liergues          | 69114      | Lierguois     | 5,32             | 1 973 (2014)                      | 371                |
| Lucenay           | 69122      | Lucenois      | 6,27             | 1 824 (2014)                      | 291                |
| Marcy             | 69126      | Marcillansois | 3,33             | 648 (2014)                        | 195                |
| Morancé           | 69140      | Morancéens    | 9,25             | 2 064 (2014)                      | 223                |
| Pommiers          | 69156      | Gnocs         | 7,76             | 2 456 (2014)                      | 316                |
| Pouilly-le-Monial | 69159      | Poliens       | 3,81             | 975 (2014)                        | 256                |